# De rebus Hispaniae
De rebus Hispaniae, también conocida como Historia gótica o Historia de los hechos de España, es una historia de Península ibérica desde tiempos de los íberos hasta mediados del siglo XIII, escrita en latín por el arzobispo de Toledo, Rodrigo Jiménez de Rada, durante esa primera mitad del siglo XIII y dedicada al rey de Castilla y León, Fernando III el Santo.

## Descripción
De rebus Hispaniae consta de nueve libros, que recogen las crónicas de la Península desde los primeros pueblos hasta el año 1243. Jiménez de Rada empleó por primera vez en la historiografía hispana la ayuda de las fuentes:
1. Fuentes de carácter informativo: San Isidoro de Sevilla, Jordanes, el Tudense, Crónica albeldense, Crónica de Alfonso III en sus dos versiones (rotense y sebastianense), Crónica mozárabe y Crónica najerense.
2. Fuentes legendarias o juglarescas, eliminando aspectos novelescos.
3. Fuentes poéticas citando versos de Virgilio, Ovidio, Lucano, Juvenal o versículos bíblicos.

Así pues, es probablemente la primera obra en utilizar fuentes andalusíes.
Además desarrolló una visión de los sucesos acaecidos en el conjunto de todos los territorios peninsulares:
1. Trata sobre los diferentes pueblos asentados en la península: romanos, ostrogodos, hunos, vándalos, suevos, alanos, árabes, etc.
2. Dedica una gran parte al dominio del reino visigodo; el título del capítulo, historia gothica, se hizo extensivo al conjunto.
3. Aborda tanto los reinos de Aragón, Navarra y Portugal como los de Castilla, León y sus antecesores, los reyes asturianos.

Es una obra «absolutamente original en la España del siglo XIII» pudiendo catalogar a su autor como «un innovador en el campo de la historiografía medieval española». Carácter innovador tanto por el empleo de fuentes y el relato de los hechos como por «su concepción previa de lo que quiere escribir».
«No toda la crónica está compuesta a partir de fuentes anteriores, sino que en ella hay también testimonios de primera mano» afirma el filólogo latino Juan Fernández Valverde en la Introducción de la traducción al castellano de la obra. Como personaje histórico, además de escritor, se muestra como protagonista en la parte final del libro VII.
Para este traductor, Fernández Valverde, estaríamos ante «la obra cumbre de la cronística hispano-latina medieval en el doble sentido de la expresión: la más importante y la última.» Para Jiménez de Rada el concepto de Hispania se refiere a una entidad geográfica«limitada por los montes Pirineos, que se extienden de mar a mar, por el océano y por el Mediterráneo.»

## Datación
Aunque la crónica finaliza afirmando que fue terminada «el jueves 31 de marzo de 1243, cuando la sede apostólica llevaba vacante un año, ocho meses y diez días», los mismos datos son incoherentes ya que habría sido un martes y no jueves el día de la semana correspondiente a esa fecha. La sede apóstolica la ocupaba Gregorio IX, fallecido el 28 de agosto de 1241, un año, siete meses y tres días antes de tal fecha.
En la relación de acontecimientos se percibe un vacío a partir de 1236 que suscita muchas cuestiones sobre la exactitud de tal fecha.

## Alcance
Esta obra tuvo gran aceptación y fue traducida a las distintas lenguas romances. Durante siglos ha sido una fuente crucial para el estudio de la Historia de España. Para algunos historiadores, incluso, como Derek W. Lomax «es prácticamente la primera historia de España y sirvió de armazón para la Estoria de España de Alfonso el Sabio y para las otras crónicas generales que de ella descienden, hasta Ocampo, Mariana y Lafuente.»
Forma parte, con el número 72, del Corpus Christianorum Continuatio Mediaeualis (CCCM 72) publicado por Brepols.